# 村上純 (音楽家)
村上 純（むらかみ じゅん）は、日本のミュージシャン、作曲家、編曲家、音楽プロデューサー。MAGES.所属。

## 概要
映画、テレビアニメ、コンピュータゲーム向けの作曲・編曲を手掛ける他、バンドを組んでのライブ活動も行っている。Jeskola Buzzのチュートリアルを執筆するなど、コンピュータを用いた音楽編集を行う。バンドでは弦楽器も演奏している。

## 作品

### 映画
- ポチの告白 （2005年）
- SISTER－妹－ （2005年）
- 夜へ...for night... （2005年）
- GOTH （2008年）

### テレビアニメ
- モノクローム・ファクター （2008年）[1]
- STEINS;GATE （2011年）
- 超次元ゲイム ネプテューヌ （2013年、音楽プロデューサー）
- 俺の脳内選択肢が、学園ラブコメを全力で邪魔している （2013年、音楽プロデューサー）
- ISUCA （2015年、音楽プロデューサー）
- プラスティック・メモリーズ （2015年、音楽プロデューサー）
- CHAOS;CHILD（2017年、音楽プロデューサー）
- ゆるキャン△（2018年、音楽プロデューサー）
- LOST SONG（2018年、音楽プロデューサー）
- へやキャン△（2020年、音楽プロデューサー[2]）

### ゲーム
- 東京バベル （2012年）

### キャラクターソング
2007年
- シャボン玉（羽山海己〈CV.森沢芙美〉、作曲＆編曲）

### 歌手
Asriel
- ALTAIR（編曲）
- Angel（編曲）
- Gemini（編曲）
- Hollowly Rain（編曲）
- Judgement（編曲）
- Metamorphose（編曲）
- Sequentia（編曲）
- 氷の月夜（編曲）
- 雪月花(unveil ver.)（編曲）
- 綻びし華（編曲）
- 星空舞散るあの夜に…（編曲）
- 宵闇の焔に焼かれて…（編曲）

KAORI.
- stratosphere（編曲）

KENN
- 紅ノ夜ノ唄（編曲）
- 東亰浪漫譚（編曲）

Kicco
- 瞬間スプライン（編曲）

Velforest.
- 蒼黒のスピカ（編曲）

諫山実生
- プレイス・オブ・ピリオド（編曲）

井ノ上ナオミ
- Realize（編曲）

野川さくら
- Eternal Memory（編曲）
- Party Play（編曲）

氷青
- 向日葵（編曲）
- あなたがいなくて（編曲）